# Passes du bassin d'Arcachon
 (mars 2024).
Les passes du bassin d'Arcachon sont les chenaux de vidange du bassin d'Arcachon, qui permettent aux navires venant de l'océan Atlantique de pénétrer dans le bassin. Ce bras de mer presque fermé est situé à la limite de la Gironde et des Landes en France. 

## Description
Quatre fois par jour, entre 200 et 400 millions de m3 d'eau rentrent et sortent du bassin d'Arcachon sous l'action de la marée. Le courant de marée combiné avec la houle venant du large et un courant littoral nord-sud recomposent en permanence le tracé de la côte à l'embouchure du bassin ainsi que les bancs de sable qui s'y trouvent. L'entrée du bassin d'Arcachon est large de plusieurs kilomètres mais elle est encombrée par des bancs de sable prolongeant la pointe du cap Ferret ainsi que par un grand banc émergeant en permanence au milieu : le banc d'Arguin. Les passes elles-mêmes sont donc relativement étroites et surtout très mouvantes ; historiquement deux passes s'ouvrent alternativement selon un cycle qui dure de 70 à 80 ans : l'une au sud longe la côte et la dune du Pilat, l'autre passe au nord du banc d'Arguin. 
Ces passes constituent une zone de navigation particulièrement dangereuse, qui font régulièrement des victimes parmi les professionnels de la pêche et les plaisanciers. Ces passes sont également susceptibles de se refermer dans l'avenir, du fait d'un ensablement qui s'est aggravé ces dernières années : le bassin d'Arcachon deviendrait alors un lac.
Le courant de la Leyre - rivière débouchant sur le bassin d'Arcachon - et la marée descendante sont aujourd'hui tout juste suffisants pour maintenir l'entrée des passes ouvertes. 
Depuis les années 2000 (depuis que le chenal sud s'est refermé), le problème posé par l'ensablement des passes s'aggrave et les chalutiers du port d'Arcachon (situé dans le bassin) sont aujourd'hui fréquemment obligés de débarquer leur pêche dans les ports situés au nord ou au sud du bassin faute de pouvoir y rentrer. Le spectre d'une fermeture complète du bassin est fréquemment évoqué ainsi que ses conséquences dramatiques pour la région sur le plan de l'emploi : activité ostréicole, touristique.
Les grands lacs landais qui s'étagent le long des Landes (Hourtin, Lacanau, Cazaux, Parentis...) sont tous d'anciens bassins similaires à celui d'Arcachon qui se sont refermés à la suite d'un phénomène d'ensablement analogue à celui décrit.

## Navigation

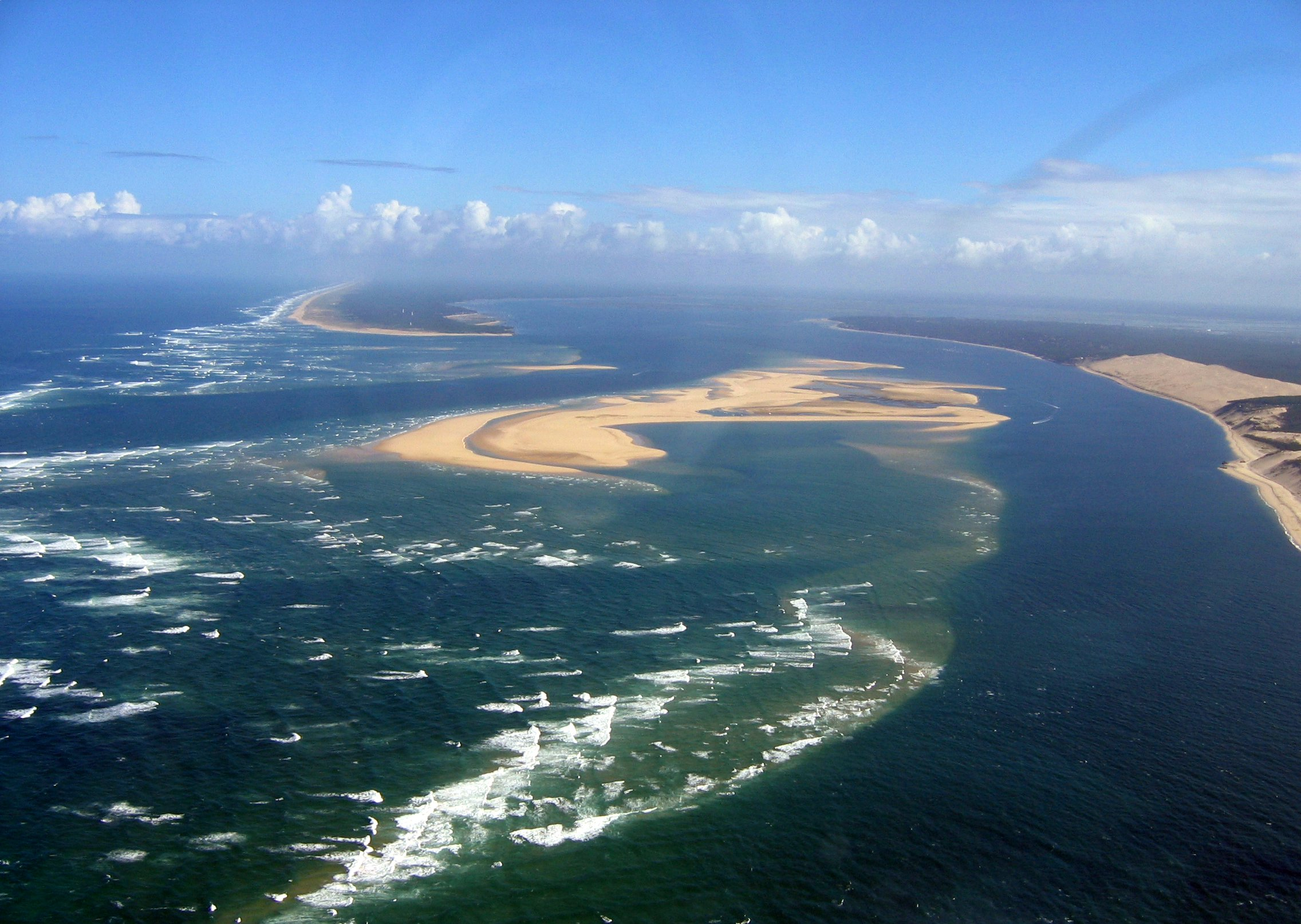
Passes du bassin d'Arcachon : le banc d'Arguin est au centre et le chenal sud à droite.

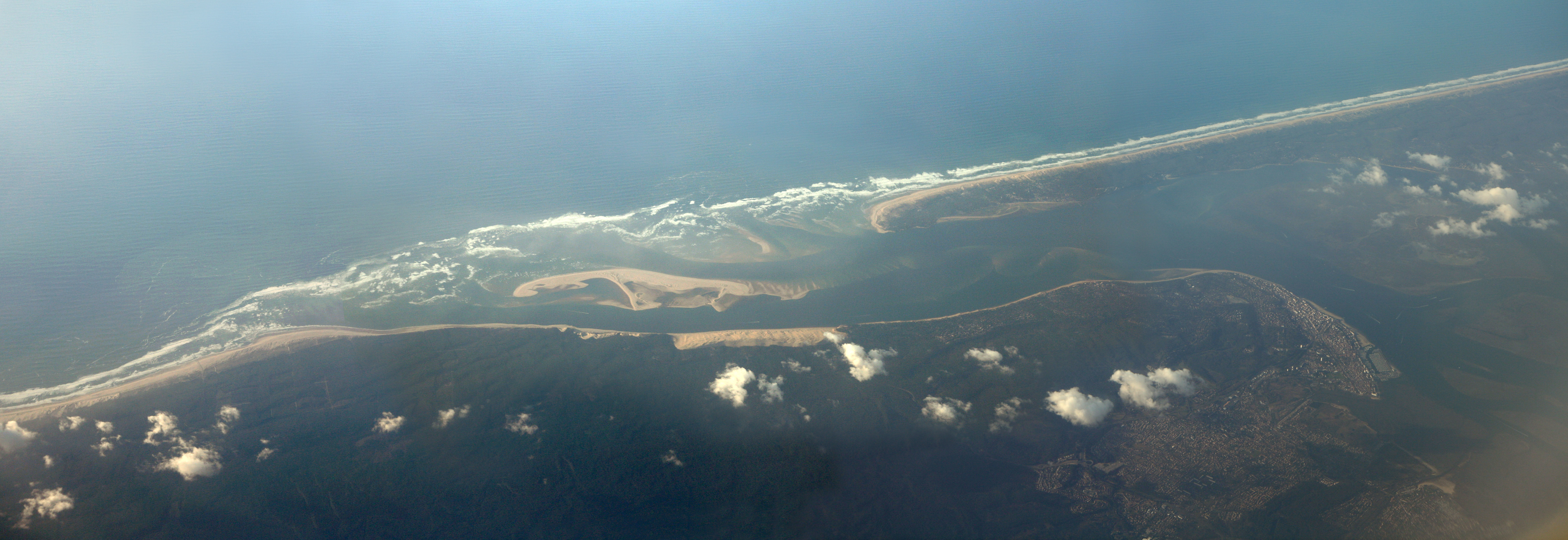
Les passes nord et sud sont visibles de part et d'autre du banc d'Arguin, ainsi que la dune du Pyla.

Le franchissement de ces passes par un navire est dangereux dès que le vent forcit ou qu'une houle d'ouest s'installe. Dans ces conditions, une barre se forme au début des passes à l'endroit où le fond se relève (cote -4 mètres au-dessous du zéro des cartes). Le haut fond sableux à l'origine de cette barre est créé par un courant général nord-sud qui chasse le sable tout au long de la côte française de l'océan Atlantique jusqu'au gouf de Capbreton (situé près de la limite entre les Landes et le Pays basque). Ce courant est la conséquence d'une modification relativement récente (sur une échelle géologique) du régime de vent et de houle sur le proche Atlantique qui est aujourd'hui orienté nord-ouest. 
La meilleure période pour entrer dans le bassin est de se présenter au niveau des barres de la passe nord 2h30 avant la pleine mer d'Arcachon, la pleine mer étant le moment le plus favorable et il est nécessaire de bénéficier du courant du flot. Ne jamais rentrer à contre-courant. La sortie du bassin se fait aussi un moment de la pleine mer des passes (une heure avant la pleine mer d'Arcachon), c'est là que s'établit une courte période de calme relatif.
Trois éléments sont à prendre en considération pour le passage des passes : le coefficient de marée, la houle et la direction du vent. En effet, plus le coefficient de marée sera élevé, plus le risque de formation de déferlantes dans les passes sera grand, la houle en entrant en contact avec les hauts fonds sableux forme une barrière d'eau et le vent prend le rôle d'accélérateur du phénomène de houle quand il vient d'Ouest, ou de ralentisseur quand il vient d'Est. La pression atmosphérique est à prendre particulièrement en considération. En effet, la hauteur d'eau augmentant d'un centimètre par hectopascal, plus la pression est basse plus la houle déferle, parce que mécaniquement il y a plus d'eau et moins d'espace sur les hauts fonds donc les lames déferlantes ferment l'accès au bassin.
Dans tous les cas, il convient d'appeler le sémaphore du cap Ferret lors de tous passages ou à la VHF 16.
Une fois engagé dans les passes, aucun demi-tour n'est envisageable sous peine de chavirage : le port du gilet est exigé et il est très fortement conseillé de porter un harnais parce que tomber à l'eau dans les passes signifie se laisser porter par le courant, toute récupération ne peut se faire qu'à l'extérieur des passes vu que tout demi-tour devient très risqué ou par une autre embarcation suivant la même route, il faut aussi  prendre en considération que dans les passes la température de l'eau est de l'ordre de 10 degrés, l'hypothermie est un risque important tout autant que le risque d'hydrocution pour les personnes insuffisamment couvertes.
Délimitation géographique :
- alignement du phare du Cap-Ferret avec « la corniche »
- méridien 001°18W
- latitude du phare du Cap-Ferret et latitude du wharf de la Salie

Dans cette zone, la pratique de la planche à voile est interdite ainsi que le kitesurf.
Dans la passe sud, la vitesse est limitée à 5 nœuds à moins de 300 m de tout rivage ainsi que dans le périmètre de la réserve nationale naturelle du banc d'Arguin ; au milieu de la passe la vitesse maximale est de 10 nœuds.
Dans la réserve nationale naturelle du banc d'Arguin la navigation, le mouillage et la circulation à pied sont autorisés.
Sont interdits :
- la chasse et la cueillette de végétaux
- les chiens même tenus en laisse
- le camping et le bivouac
- toute activité commerciale et de publicité
- toute manifestation ou rassemblement important, sauf accord de la SEPANSO

Une fois le banc d'Arguin passé, la vitesse maximale est à 20 nœuds à l'intérieur du bassin et passé le méridien 001°18 W la vitesse est libre.